# Муйнацький район
Муйнацький район (кар. Moynaq rayoniʻ; узб. Мўйноқ тумани, Moʻynoq tumani) — район в Узбекистані, Республіка Каракалпакстан. Розташований на заході республіки. Центр — місто Муйнак.
Межує на півночі і північному сході з Казахстаном, на південному сході з Тахтакупирським, на півдні з Караузяцьким, Чимбайським, Кеґейлійським і Кунградським, на заході з Кунградським районами.
Більша частина району розташована в пустелі Аралкум. На півночі району — Аральське море. Територією району протікають рукави Амудар'ї Акдар'я і Кокдар'я.
Через район проходять автошляхи Учсай — Муйнак — Кунград, Аккала — Казанкеткен, Казахдар'я — Чимбай.
Населення району 27 417 мешканців (перепис 1989), у тому числі міське — 12 195 мешканців, сільське — 15 222 мешканці.
У межах району знаходиться південна частина півострова Відродження (в минулому — острів), де за радянських часів був розташований полігон з випробування бактеріологічної зброї Кантубек.
Муйнацький район є зоною екологічного лиха у зв'язку з пересиханням Аральського моря.
Станом на 1 січня 2011 року до складу району входять 1 місто (Муйнак) і 6 сільських сходів громадян.
Сільські сходи громадян:
- Бозатау
- Казахдар'я
- Маделі
- Тікузяк
- Учсай
- Хакімата

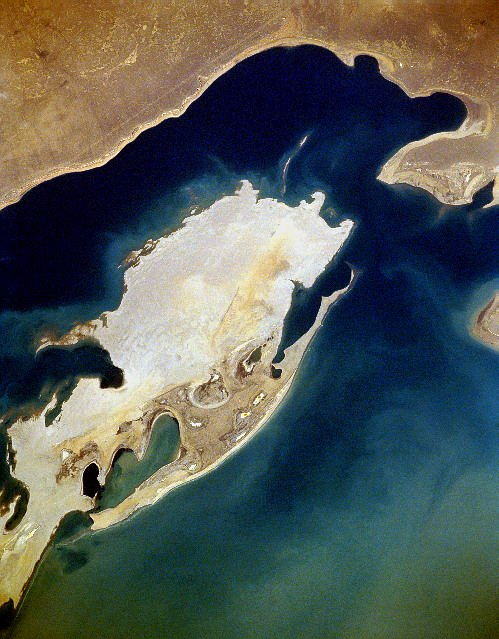
Півострів Возрожденія, вид з космосу. 1994 рік
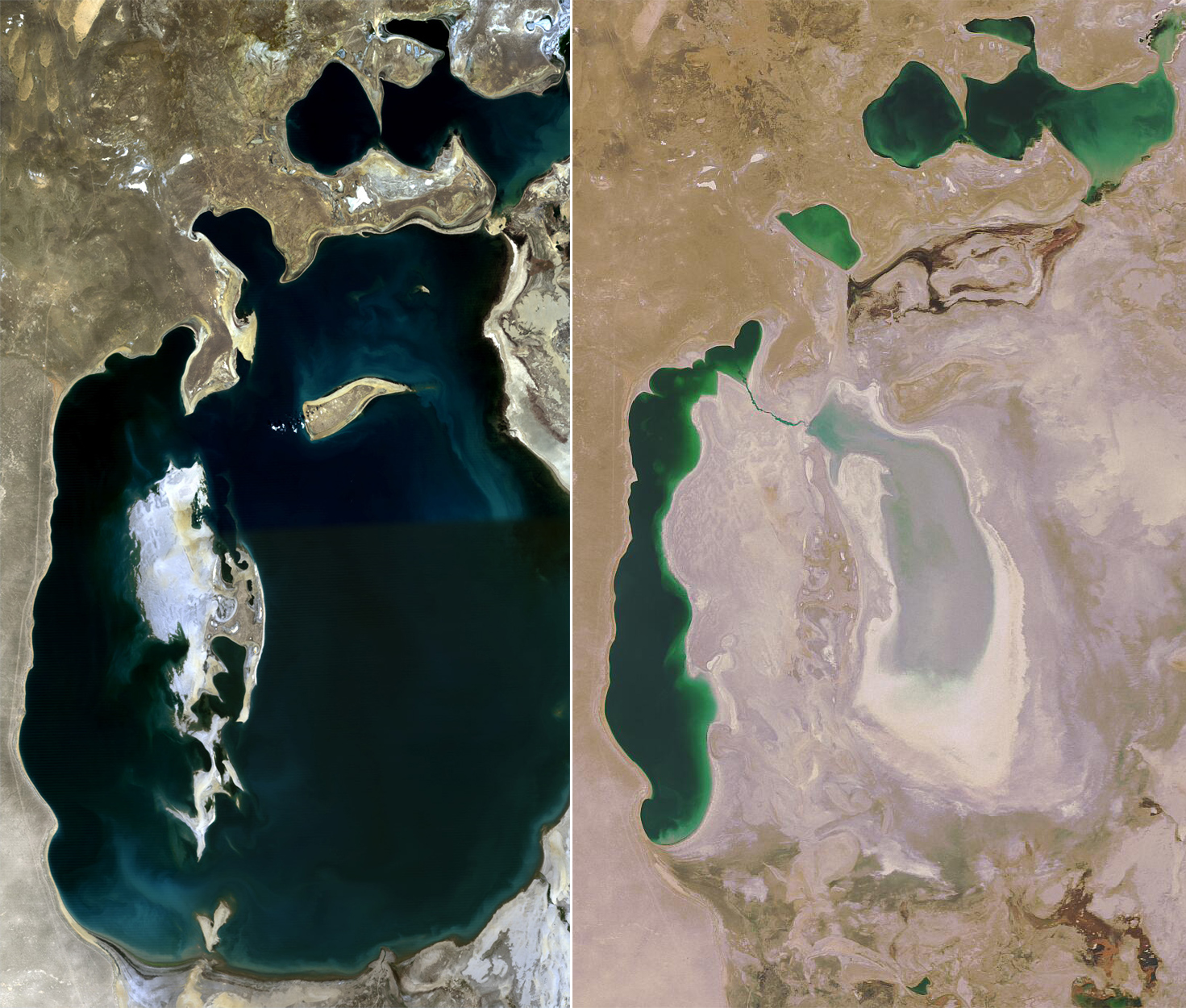
Аральське море в 1989 і 2008 роках
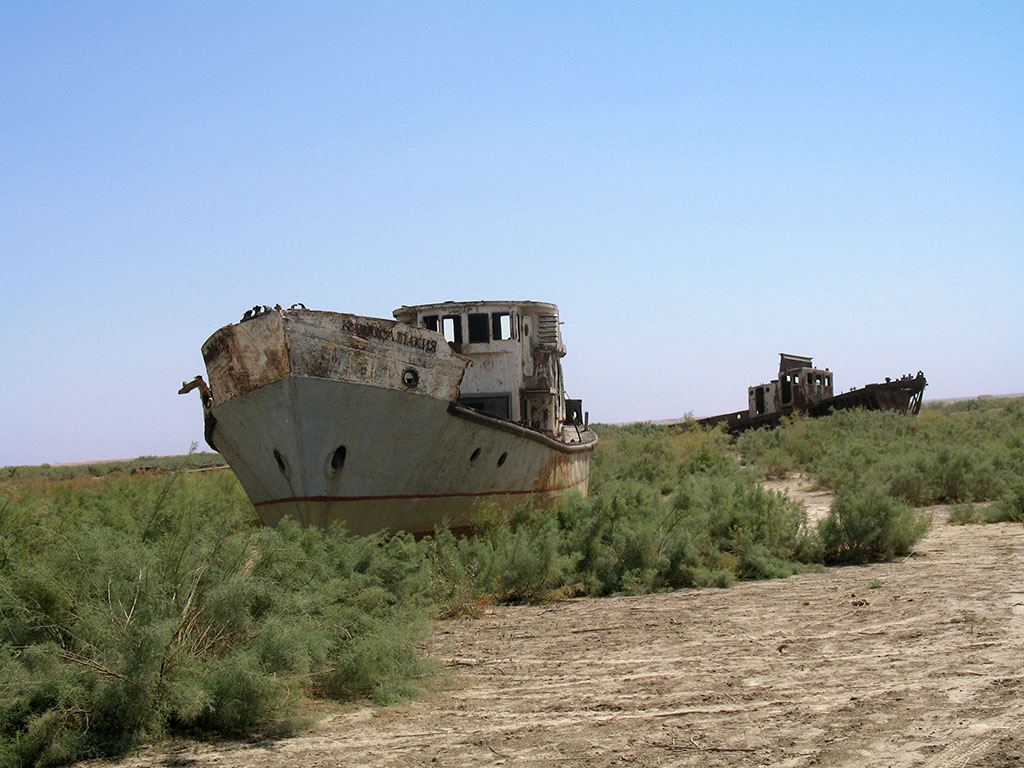
Покинуті кораблі в колишньому порту
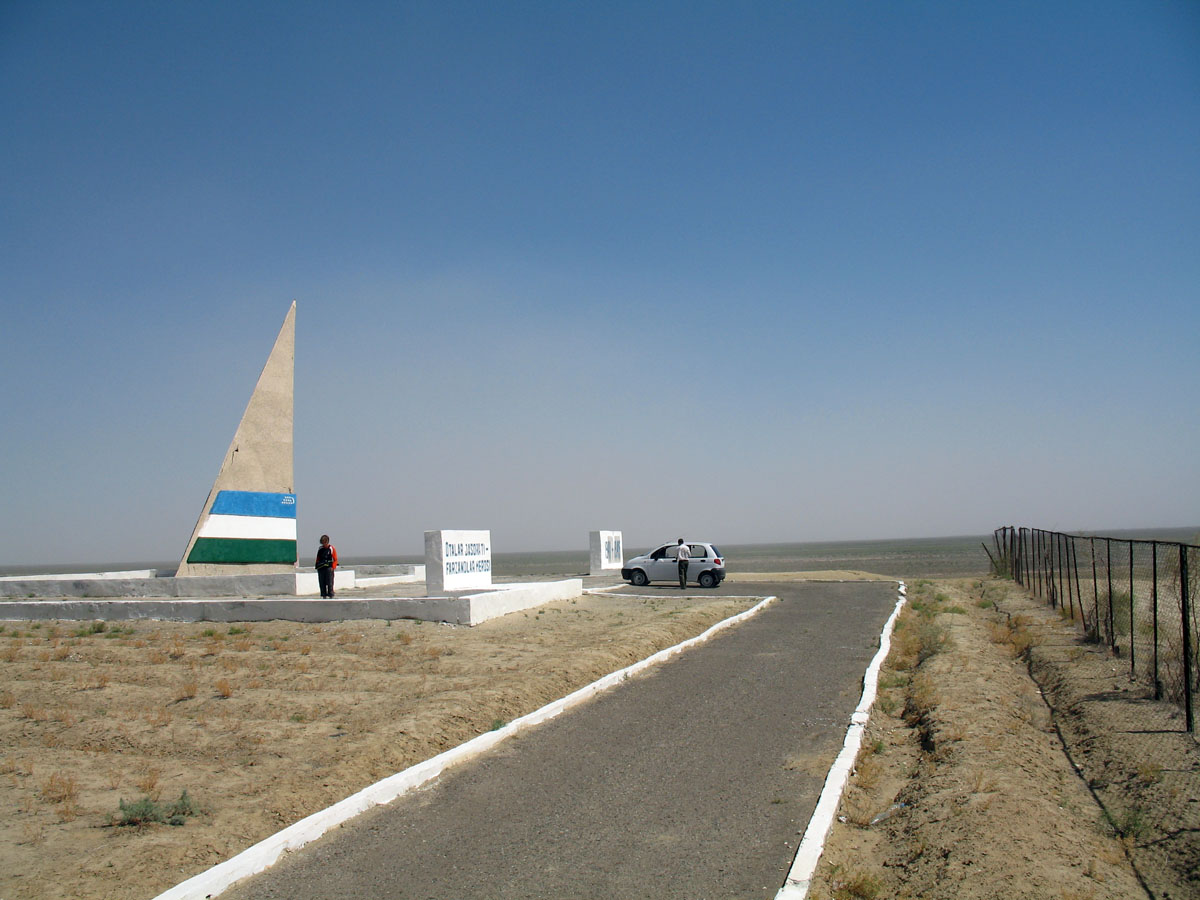
Пам'ятник, встановлений на колишньому березі моря
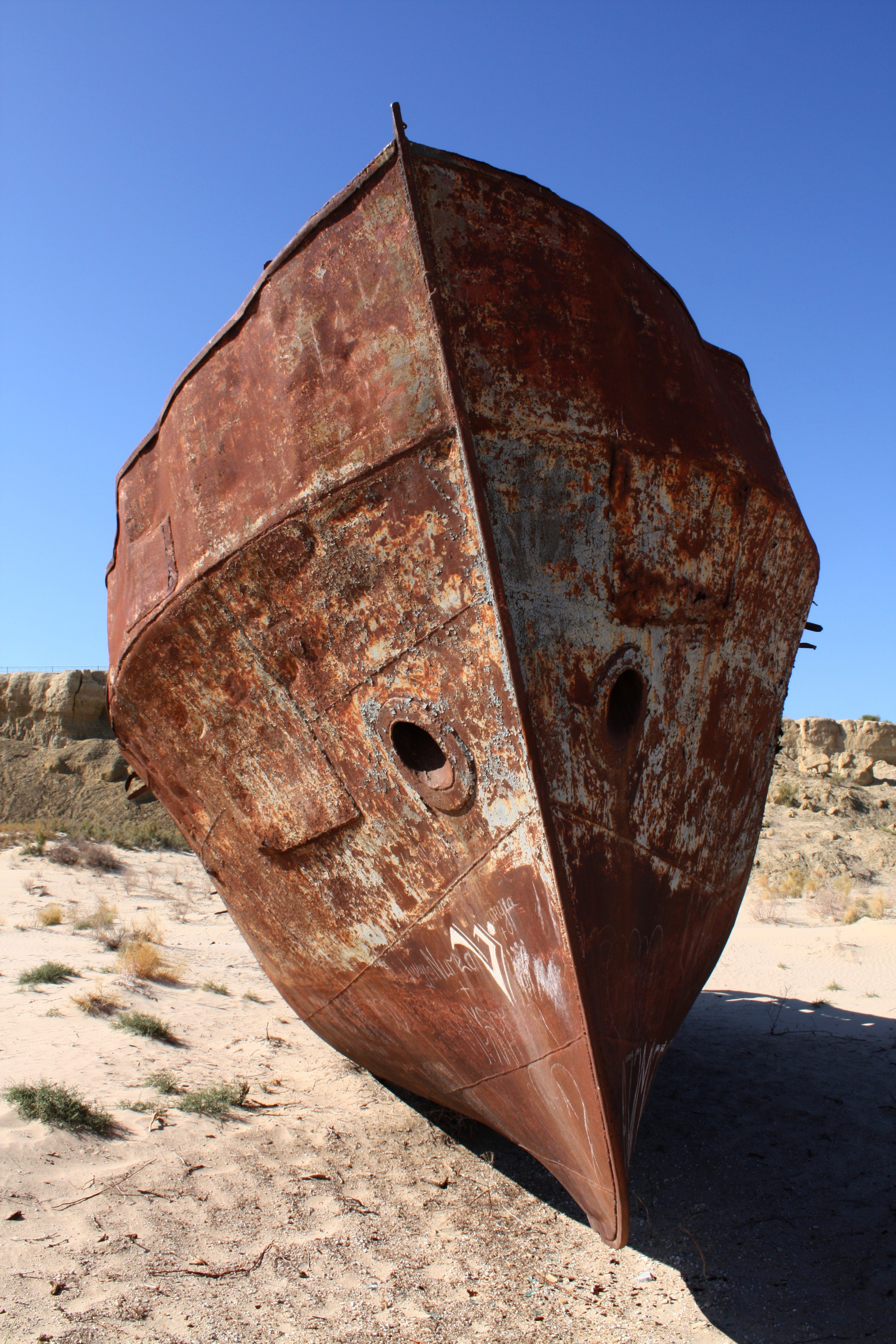
Покинутий човен біля Муйнака
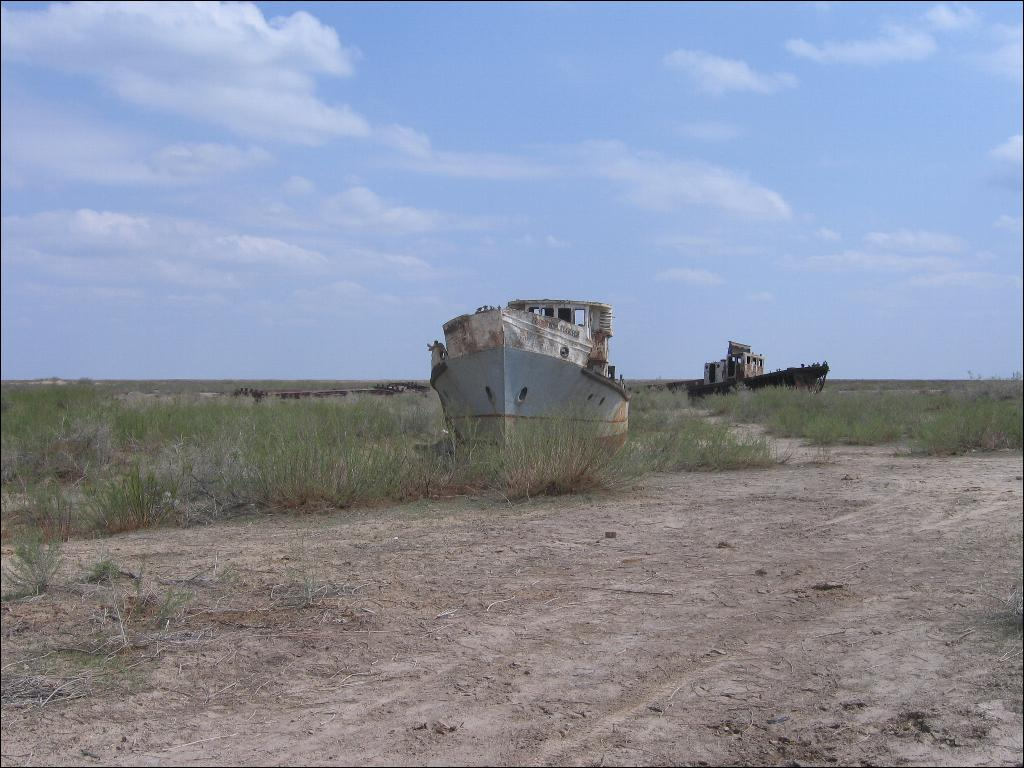
Риболовецькі кораблі